# 岐阜県立本巣松陽高等学校
岐阜県立本巣松陽高等学校（ぎふけんりつ もとすしょうようこうとうがっこう）は、岐阜県本巣市仏生寺にある公立高等学校。

## 概要
1920年2月12日、岐阜県立本巣中学校として設立認可され、同年4月10日から授業が開始された。2004年4月1日、岐阜県立本巣中学校の後身である岐阜県立本巣高等学校と、岐阜県立岐陽高等学校が統合し、現在の名前に改称された。
- 創立　1920年（大正9年）
- 学科　全日制普通科
- 校訓[2]
  - 質実剛健（中身が充実して飾り気がなく、心身ともに強くたくましく生きること）
  - 克己邁進（自分の感情や欲望に打ち勝ち、まっしぐらに突き進むこと）

## 特色

### 環境や立地
- 2019年に大規模な空調設備の設置が行われ、ほぼすべての教室に冷房設備や暖房設備が完備された[3]。
- 校舎がある敷地内にはグラウンドがあるが、周辺の立地の関係上、高校としては比較的狭いグラウンドとなったため、校舎の東側に道を挟んで「第2グラウンド」が設置された。主に野球やソフトボールが行えるようになっている[要出典]。
- 本校から徒歩約20分以内の範囲には、岐阜第一高校や岐阜工業高等専門学校、モレラ岐阜など、他高校や商業施設が密集して立地している[要出典]。

### 行事
- 松の芽摘みと呼ばれる、本校敷地内に植えられている松の芽を摘む行事が、毎年5月ごろに行われる。これは古くから受け継がれてきた伝統の行事である[4]。
- 銀杏祭（ぎんきょうさい）と称される文化祭が、毎年9月ごろに開催される。2024年度の銀杏祭は、その模様がCCNetで放送された[5]。
- 球技大会が、毎年10月ごろに開催される。男子はサッカーとバスケットボール、女子はバドミントンとバレーボールに分かれて、それぞれクラス対抗で順位を決める[6]。
- 大縄大会が、毎年1月下旬ごろに開催される[6]。
- 2年次に予定されている修学旅行は、毎年10月中旬ごろ、沖縄県へ3泊4日の日程で実施される[6]。

### 教育
- 基本的に、月曜日・水曜日・金曜日は1時限50分授業×6時限、火曜日・木曜日は1時限50分授業×7時限の時間割になっている。
- 6時限で終了する月曜日と金曜日には、希望者を対象に補習授業が行われる。
- 月曜日と火曜日には「朝テスト」が、SHRの前に10分間実施されている。また、それ以外の曜日の日は、同じ時間帯に「朝読書」として読書をする時間を確保し、静かな環境づくりと読解力の向上を図っている。
- 単位制を導入しているため、受講したい授業を選択することができる。また、大学受験で特に重要視される国語・数学・英語の授業を、20人程度の少人数に分かれて行ったり、1度に2人の教師で授業を行う「ティームティーチング」を実施するなど、より良く習熟できるような工夫がとられている。

### 進路
ほとんどの生徒が大学などの高等教育機関に進学している。

## 沿革

### 岐阜県立本巣高等学校
岐阜県立本巣高等学校#沿革を参照。

### 岐阜県立岐陽高等学校
- 岐阜県立岐陽高等学校#沿革を参照。

### 岐阜県立本巣松陽高等学校
- 2004年4月1日 - 岐阜県立本巣高等学校と岐阜県立岐陽高等学校を統合し、岐阜県立本巣松陽高等学校に改称する。なお、校舎は旧本巣高等学校を利用している。
- 2006年1月 - 新しい校歌発表

## 部活動・同好会
| 運動系 - バレーボール部 - 硬式野球部 - 水泳部 - ラグビー部 - バスケットボール部 - ソフトボール部 - ソフトテニス部 - 柔道部 - 剣道部 - 陸上競技部 - バドミントン部 - 卓球部 | 文化系 - 吹奏楽部 - 茶道部 - 美術部 - 書道部 - 演劇部 - 手芸同好会 - ESS部 - 文芸同好会 - 自然科学部 - 箏曲部 - 華道部 - 放送部 なお野球部は、2018年に、監督の体罰や、暴言が原因で、減給処分となっていた。 |

## 著名な出身者
- 山本優真（泉南市長）
- 宇野孝治（元十六ディーシーカード社長）
- 大西文一郎（東海テレビ放送取締役）
- 小野厚徳（アナウンサー）
- 国枝栄（調教師）
- クミタ・リュウ（漫画家）
- 杉山茂（元岐阜県揖斐郡大野町長）
- 杉山達也（元東海ラジオ放送局長）
- 高橋政行（元農林水産事務次官）
- 峰吟子（俳優）
- 寺脇康文（俳優）
- 二代目立川小談志（落語家）
- 豊田穣（作家、元海軍大尉）
- 林芳信（元東宝副社長）
- 藤井由宮子（ソフトボール選手・シドニー五輪銀メダリスト）
- 水谷文彦（元沖縄開発庁事務次官、元大蔵官僚）
- 山田明爾（龍谷大学名誉教授）
- 吉岡勲（皇學館大学助教授。岐阜県公立学校教員・校長。岐阜大学・中部女子短期大学非常勤講師）
- 加藤利一（川崎重工業元副社長） - 退職時の寄付により財団法人加藤記念奨学会が発足し、毎年数名の在校生と卒業生が奨学金の給付を受けている。

## 最寄駅
- 樽見鉄道樽見線 北方真桑駅より徒歩10分
- 岐阜バス 岐阜高専線  「高砂町」停留所下車。徒歩1分。
- 岐阜バス モレラ忠節線　「加茂町」停留所下車。徒歩7分[8]。